# Aaron Boupendza
Aaron Salem Boupendza Pozzi (* 7. August 1996 in Moanda; † 16. April 2025 in Hangzhou) war ein gabunischer Fußballspieler, der in 35 Spielen für die gabunische Nationalmannschaft auflief.

## Karriere

### Verein
Boupendza begann in seiner Heimat beim CF Mounana, wo er mit der U19 2015/16 als Gastmannschaft am Viareggio Cup in Italien teilnahm. Im Verlauf des Wettbewerbs traf er zweimal in drei Partien.

#### Girondins Bordeaux und Leihen
Nach Ablauf der Saison wechselte er in die Ligue 1 zu Girondins Bordeaux, wo er zunächst einen Platz in der zweiten Mannschaft bekam. Kurz nachdem er 2017 seinen ersten Profivertrag unterschrieben hatte, stand er einmal in der Europa-League-Qualifikation im Kader, wurde aber schließlich für die gesamte Saison 2017/18 an den FC Tours verliehen. In der National D3 gab er am 17. August 2017 (3. Spieltag) sein Debüt, bei dem er gegen den SO Cholet das einzige Tor bei der 1:4-Pleite erzielte. In Zukunft wurde er immer häufiger bei Tours eingewechselt und konnte in der Saison gleich vier Doppelpacks schnüren. Insgesamt machte Boupendza in seiner ersten professionellen Spielzeit 13 Tore in 21 Spielen.
Nach seiner Rückkehr spielte er die Hinrunde der Saison 2018/19 auf Leihbasis in der Ligue 2, wo er für den GFC Ajaccio spielte. Sein Debüt in der zweithöchsten französischen Spielklasse gab er am 27. Juli 2018 (1. Spieltag) im Spiel gegen den Paris FC, wo er in 31 Minuten auf dem Feld die Gelb-Rote Karte sah. In der Folge kam er für Ajaccio noch zehn Mal zum Einsatz, bevor er im Dezember zu Girondins retournierte. Für die Rückrunde wurde er noch im Dezember 2018 an den FC Tours in die altbekannte National D3 verliehen. Für sein neues Team lief er am 13. Dezember 2018 (16. Spieltag) gegen Stade Laval das erste Mal auf. Bei Tours machte er bis zum Ende der Spielzeit noch weitere elf Spiele und drei Tore.
Nach seiner Rückkehr in die oberste Spielklasse Frankreichs wurde er in die Segunda Liga, die zweite Liga in Portugal an den CD Feirense verliehen. Er debütierte in der Liga am 11. August 2019 (1. Spieltag) gegen den UD Vilafranquense (2:0). In der gesamten Spielzeit gelang ihm in 12 Spielen eine Vorlage, aber kein Tor.

#### Durchbruch bei Hatayspor
Nach Ablauf der Leihe einigten sich Boupendza und Bordeaux darauf, dass er keine Zukunft in Bordeaux hätte und verlängerten den Vertrag nicht. Anschließend ging er ablösefrei in die türkische Süper Lig zu Hatayspor, wo er bis 2022 unterschrieb. Sein Debüt für Hatayspor gab er am 26. September 2020 (3. Spieltag) gegen Kasımpaşa Istanbul (1:0). Zwei Monate später schoss er gegen Çaykur Rizespor sein erstes Tor zum 2:2-Endstand in der 7. Minute der Nachspielzeit. Am 29. Dezember 2020 (15. Spieltag) gelangen ihm beim 6:0-Sieg bei Antalyaspor vier Tore in einem Spiel und außerdem ein lupenreiner Hattrick binnen 13 Minuten. In der gesamten Saison schoss er 22 Tore in 36 Ligaeinsätzen und wurde somit Torschützenkönig der Süper Lig.
Nachdem er bei vielen Klubs gehandelt worden war, wechselte er im Sommer 2021 für über vier Millionen Euro nach Katar zu al-Arabi Doha. Bei seinem Debüt in der Qatar Stars League schoss er bei einem 1:0-Auswärtssieg gegen den al-Wakrah SC direkt sein erstes Tor im neuen Verein.

### Nationalmannschaft
Am 10. Juni 2017 gab er beim Afrika-Cup-Qualifikationsspiel gegen Mali sein Debüt in der gabunischen A-Nationalmannschaft. Bis zum Jahresende 2017 gelangen ihm noch zwei weitere Spiele unter José Antonio Camacho. Im Jahr 2018 kam er zu keinem Einsatz für die Nationalmannschaft. Bei seinem Comeback im Oktober 2019 schoss er seinen ersten Treffer im Testspiel gegen Marokko, als er beim 3:2-Sieg die 1:0-Führung erzielte. Anschließend kam er immer öfter zum Einsatz und etablierte sich als Stammkraft neben Pierre-Emerick Aubameyang.

## Tod
Am 16. April 2025 kam Boupendza im Alter von 28 Jahren ums Leben, als er in Hangzhou aus dem Fenster seiner Wohnung im 11. Stockwerk in den Tod stürzte.

## Erfolge
- Mit CF Mounana[2]
  - Gabunischer Pokalsieger: 2015
  - Gabunischer Meister: 2015/16
- Individuell
  - Torschützenkönig der Championnat de France National: 2017/18 (15 Tore)[23]
  - Torschützenkönig der Süper Lig: 2020/21 (22 Tore)